# Егорьевская волость (Егорьевский уезд)
Егорьевская волость — волость в составе Егорьевского уезда Московской губернии, существовавшая в 1922—1929 годах.

## История
Егорьевская волость была образована в 1922 году путём слияния Бережковской (кроме деревень Барсуки, Лобаново, Маловская, Чигорево, Щеголево, Юрьево) и Нечаевской волостей Егорьевского уезда. Административным центром волости был город Егорьевск. В ходе реформы административно-территориального деления СССР в 1929 году волость была упразднена.

## Состав
На 1926 год в состав Егорьевской волости входило 3 села и 43 деревни.
| Вид     | Наименование            | Население, чел. (1926 год) |
| ------- | ----------------------- | -------------------------- |
| деревня | Абрютково               | 48                         |
| деревня | Акатово                 | 334                        |
| село    | Алешино                 | 347                        |
| деревня | Батраки                 | 368                        |
| деревня | Бережки                 | 325                        |
| деревня | Бузяты                  | 194                        |
| деревня | Васютино Новое и Старое | 137                        |
| деревня | Вишневская              | 328                        |
| деревня | Гавриловская            | 257                        |
| деревня | Голубевая               | 351                        |
| деревня | Данилово                | 233                        |
| деревня | Ефремовская             | 339                        |
| деревня | Жучаты                  | 146                        |
| деревня | Забелино                | 128                        |
| деревня | Захарово                | 229                        |
| деревня | Исаевская               | 152                        |
| деревня | Корниловская            | 271                        |
| деревня | Колычево                | 141                        |
| деревня | Костылево               | 260                        |
| село    | Крутино                 | 22                         |
| деревня | Кудиновская             | 119                        |
| деревня | Кукшево                 | 424                        |
| деревня | Курбатиха               | 232                        |
| деревня | Левинская               | 46                         |
| деревня | Лунинская               | 192                        |
| деревня | Назарово                | 281                        |
| деревня | Некрасово               | 80                         |
| деревня | Орлы                    | 162                        |
| деревня | Палкино                 | 98                         |
| деревня | Пантелеево              | 132                        |
| деревня | Подлужье                | 110                        |
| село    | Рыжево                  | 268                        |
| деревня | Селиваниха              | 276                        |
| деревня | Семеновская             | 85                         |
| деревня | Семеновка               | 198                        |
| деревня | Станиславская           | 94                         |
| деревня | Сурово                  | 275                        |
| деревня | Тараканово              | 161                        |
| деревня | Таняевская              | 117                        |
| деревня | Теребенки               | 222                        |
| деревня | Трубицино               | 63                         |
| деревня | Федуловская             | 354                        |
| деревня | Фирстово                | 68                         |
| деревня | Холмы                   | 482                        |
| деревня | Хохлово                 | 270                        |
| деревня | Ширяевская              | 154                        |

К моменту ликвидации в волость входило 18 сельсоветов: Агрызковский, Акатовский, Алёшинский, Бережковский, Гавриловский, Глуховский, Ефремовский, Забелинский, Заболотьевский, Костылевский, Кукшевский, Лаптевский, Назаровский, Нечаевский, Рыжевский, Русанцевский, Холмовский и Хохлевский.